# Protallagma
Protallagma – rodzaj ważek z rodziny łątkowatych (Coenagrionidae).
Należą do niego następujące gatunki:
- Protallagma hoffmanni Hunger & Schiel, 2012
- Protallagma titicacae (Calvert, 1909)